# باري إس. ستراوس
باري إس. ستراوس (بالإنجليزية: Barry S. Strauss)‏ هو باحث في تاريخ العصور الكلاسيكية ومؤرخ أمريكي، ولد في 27 نوفمبر 1953 في نيويورك في الولايات المتحدة.

## وصلات خارجية
- باري إس. ستراوس على موقع ميوزك برينز (الإنجليزية)